# 佐々木冠
佐々木 冠（ささき かん、1966年 - ）は、日本の言語学者。立命館大学教授。

## 来歴
筑波大学第一学群人文学類卒。筑波大学大学院文芸・言語研究科を経て、1996年日本学術振興会特別研究員（-1998年）。1999年～2001年筑波大学文芸・言語学系助手。2002年札幌学院大学商学部助教授、2009年札幌学院大学経営学部教授。2017年立命館大学大学院言語教育情報研究科教授。

## 著書等
- 『ヨーロッパ言語事典』（共訳、東洋書林, 2003年）
- 『水海道方言における格と文法関係』（くろしお出版, 2004年）
- 『方言の文法』（共著、岩波書店, 2006年）
- 『他動性の通言語的研究』（共著、くろしお出版, 2007年）